# هيونداي إلنترا
هيونداي إلنترا (بالإنجليزية: Hyundai Elantra)‏ وتحمل الاسم أفانتي (بالإنجليزية: Hyundai Avante)‏ في كوريا الجنوبية. بدأ إنتاج هذا النوع من السيارة في عام 1990. وتم تسويق السيارةُ - سابقاً - تحت اسم (لانترا) و (أڤانني) في أستراليا وبعض الأسواق الأوروبية في أستراليا.
تسبب الاسم (لانترا) في ظهور خلافٍ مع بعضِ مصنعي السيارات الآخرين بسبب تشابه الاسم أسماء سيارات أخرى تصنعها شركة متسوبيشي موتورز في أستراليا. ولهذا السبب تم التخلي عن هذا الاسم في عام 2001 واعتماد اسم (ألينترا) كعلامة تجارية في جميع أنحاء العالم (باستثناء كوريا الجنوبية). بين العامين 1996-1998م سُوِّقَتِ السيارةُ تحت اسم (بيمنتارا) في إندونيسيا.
صُنفت السيارةُ ضمن قوائم وكالة حماية البيئة الأمريكية «الوكالة الأميركية لحماية البيئة» كأفضل 10 سيارات في فعالية استهلاك الوقود. وحصلت على المرتبة الثانية في العامين 2006-2007 في فئة سيارات (السيدان) الأكثر فعالية في استهلاك الوقود. وصُنفتْ أيضاً في فئة سيارات سيدان لمتوسطة حجم الأكثر ملائمة.
وفي عام 2008، حازت سيارة «ألنترا/أڤانتي» على جائزةٍ ضمن أفضل 10 سيارات في مجلات العروض ضمن تقرير المستهلكين وذلك من واقع التجربة والأمان والثباتية.
وفي عام 2009 كانت ألنترا هي السيارة التي لها أعلى جودة ضمن فئة سيارات السيدان الصغيرة من دراسة جي دي باور للجودة، والضرب الجزئي بها - تعريف تويوتا بريوس، هوندا سيفيك.وتناولت الدراسة 228 من التدابير والسمات، بما في ذلك مجملُ تجربة القيادة، المحرك وعلبة التُّرُوس، وطائفة واسعة من خلل ومشاكل التصميم التي أبلغ عنها أصحابُ السيارات.

## الجيل الثاني

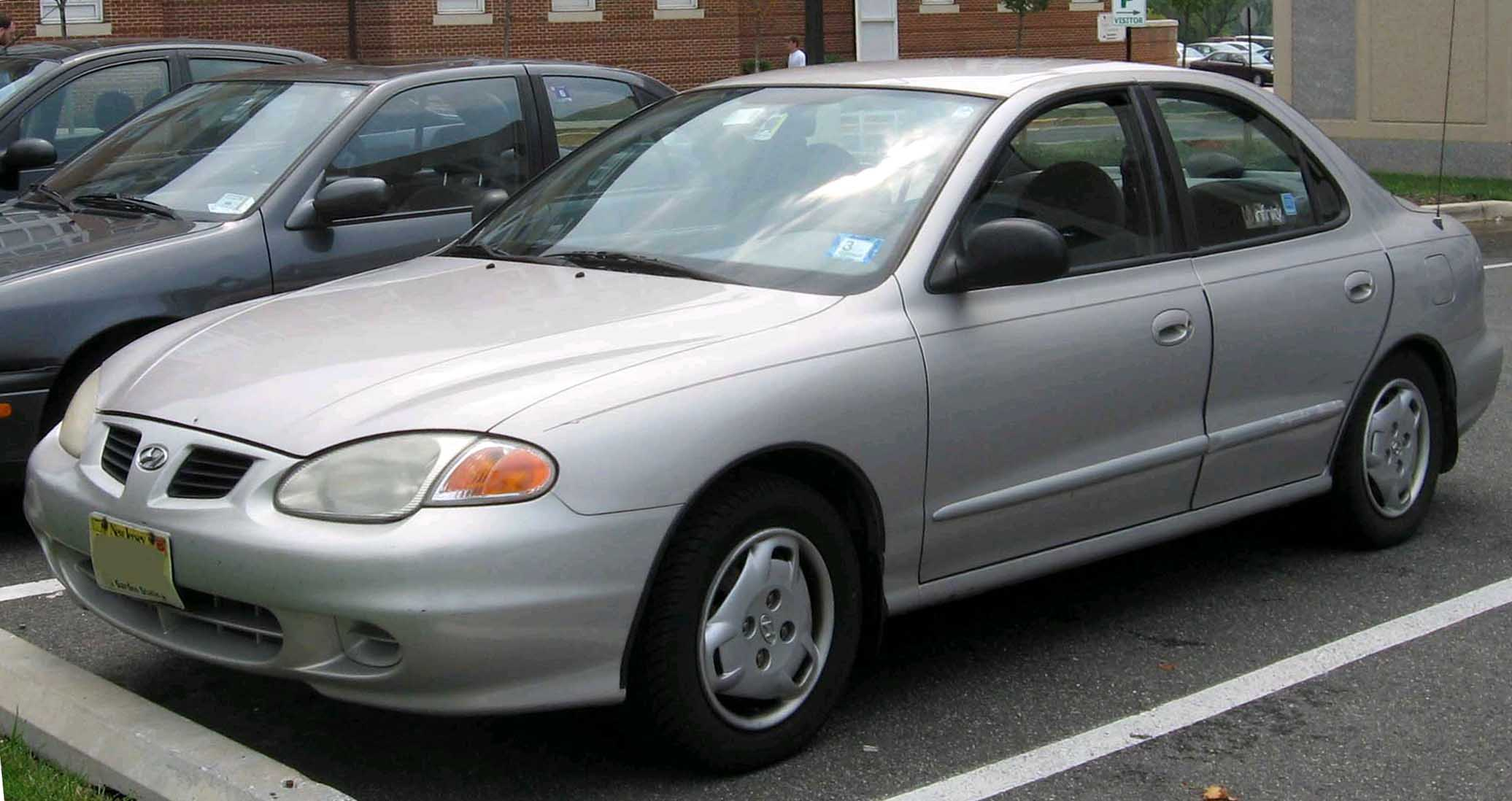
النترا-الجيل الثاني

ظهر بين العامين 1996-2000.

## الجيل الثالث

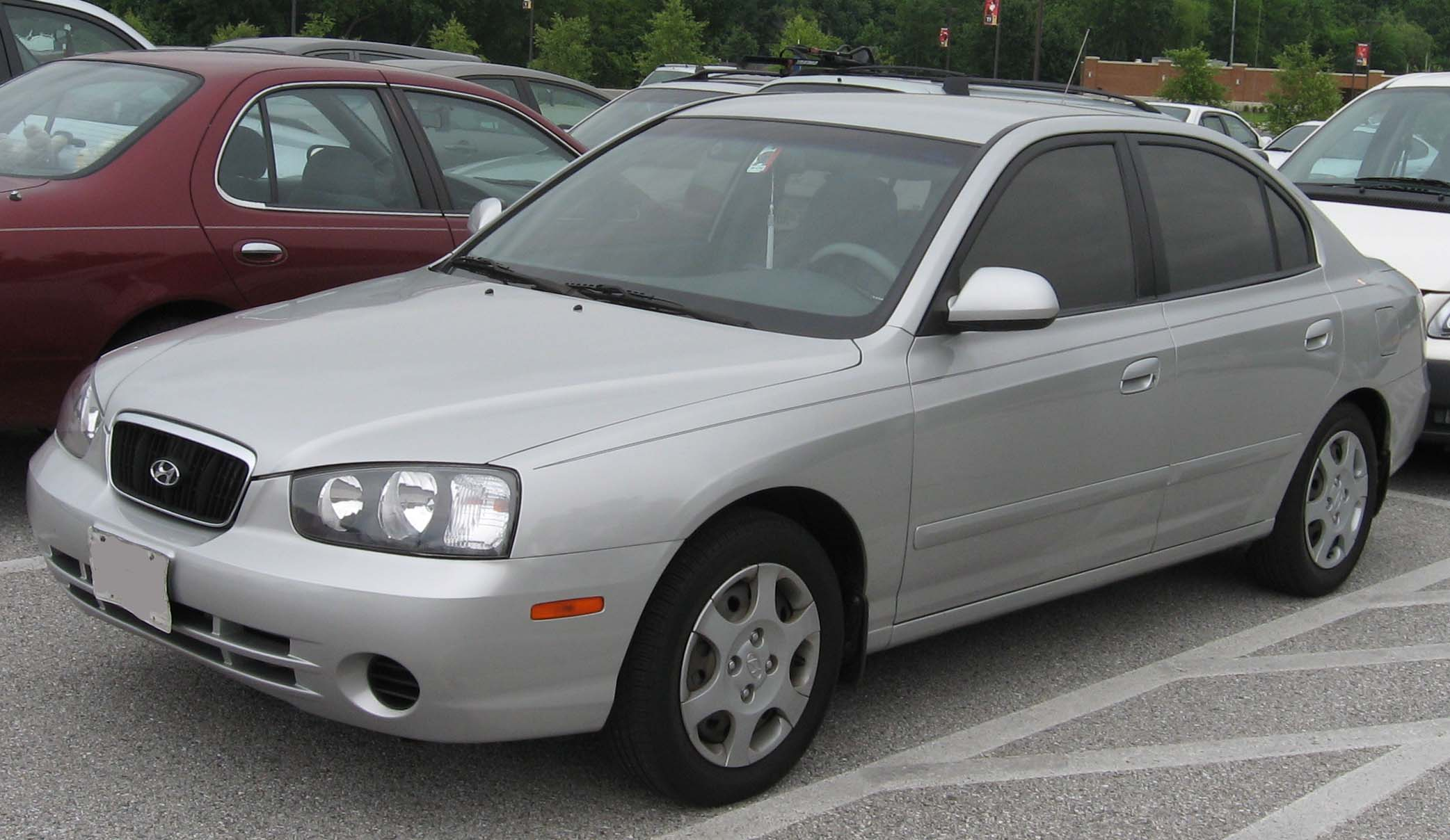
النترا-الجيل الثالث

ظهر بين العامين 2001-2006.

## الجيل الرابع
ظهر العام 2007 وحتى عام 2012.

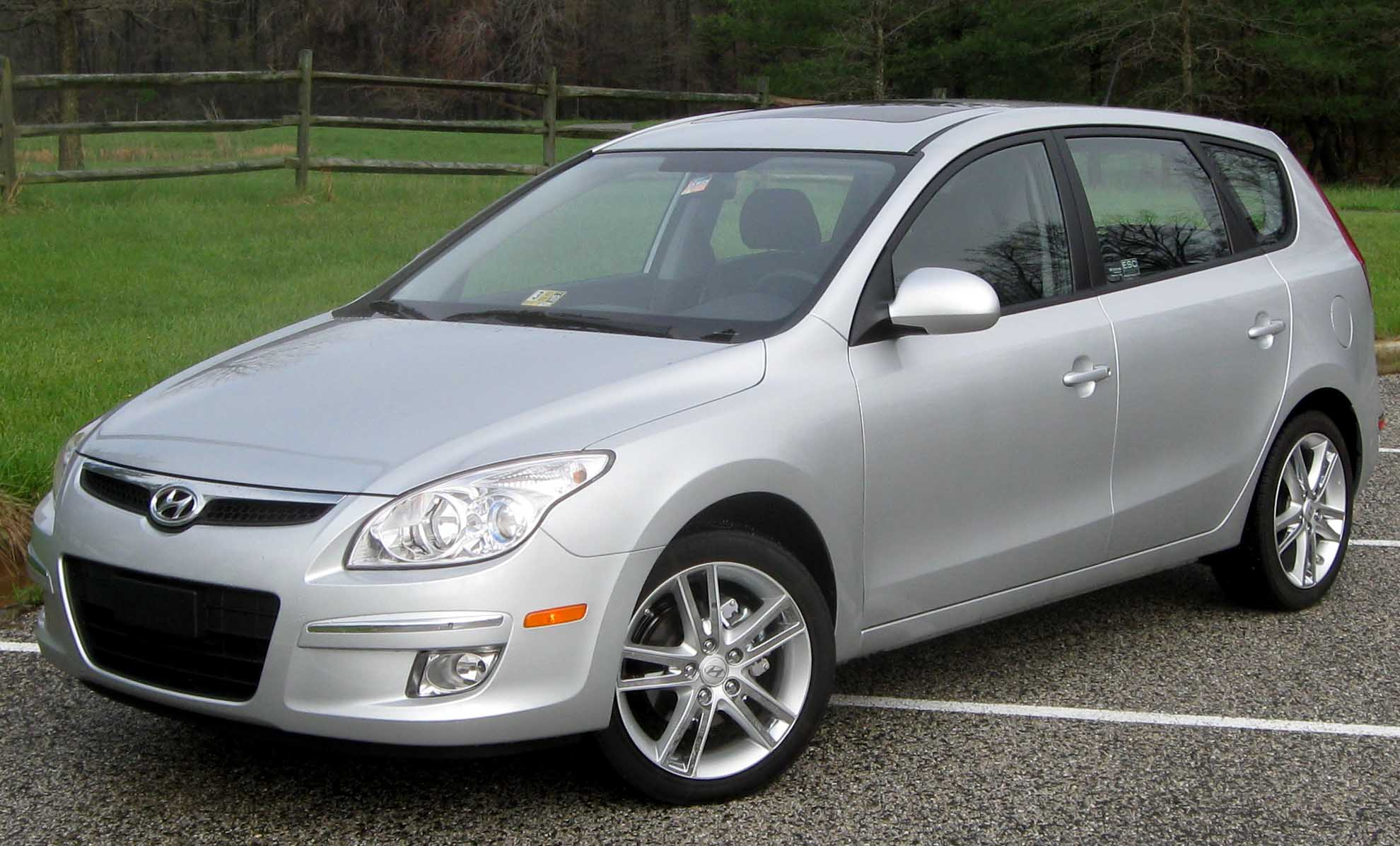
ألنترا 2009

بنوعين من المحركات 1.6 لتر بنزين و 2.0 لتر بنزين ومحرك ديزل 1.6 ليتر.
وبناقل حركة 5 سرعات للنوع اليدوي و4 سرعات للنوع الأوتوماتيكي.
- طول السيارة 4521 سم-سيدان.
- عرض السيارة 1701 سم-سيدان.
- ارتفاع السيارة 1422 سم-سيدان.
- أداء موديل عام 2008

| الموديل      | المحرك | السعة.  | القوة      | عزم الدوران | الزمن لبلوغ سرعة100كلم/سا | السرعة القصوى |
| ------------ | ------ | ------- | ---------- | ----------- | ------------------------- | ------------- |
| 1.6ليتر DOHC | I4 16V | 1599 سم | @ 6000 rpm | @ 4500 rpm  | 9.7 ثانية.                | 195كلم/سا     |
| 1.6ليتر DOHC | I4 16V | 1599سم  | @ 6000 rpm | @ 4500 rpm  | 10.7 ثانية.               | 185كلم/سا     |
| 2.0ليتر DOHC | I4 16V | 1975 سم | @ 6000 rpm | @ 4500 rpm  | 9 ثانية.                  | 206كلم/سا     |
| 2.0ليتر DOHC | I4 16V | 1991 سم | @ 4000 rpm | @ 2000 rpm  | 10.7 ثانية.               | 193كلم/سا     |

## الجيل الخامس
ظهر هذا الموديل لأول مرة في منتصف عام 2010 في السوق الأمريكي والكوري ومن ثم انتقل إلى سوق الشرق الأوسط بحلول منتصف عام 2011 وهذا الموديل يعتبر طفرةً وتغييراً جذرياً في الشكل والمحرك المزودِ به فهو بسعتَيْ 1.6 يولد 130 حصاناً. و 1.8 يولد 148 حصان وهذه المحركات يعتبر من الجيلُ الرابع لمحركات هيونداي.
كشفت هيونداي عن سيارة ألنترا الجديدة بالكامل عام 2012 وفي العام الحالي صممت هيونداي 2014 التي تتسع لخمسة ركاب بتغييرات طفيفة -نسبياً- اشتملت على تعديلات أساسية من حيث التصميمُ. كما تم تعزيز الإحساس بالرقي في السيارة بينما حافظت السيارة على نفس مفهوم التصميم الحالي، ونتج عن التعديلات الجديدة زيادةُ طول السيارة بمقدار 22 ملم.
وشملت التعديلاتُ الرئيسيةُ تصميماً جديداً للشبك الأمامي، والصادمَ والأضواءَ الكاشفة مع عدسات HID وأضواءَ أماميةٍ بتقنية LED ومصابيحَ للضباب بتصميم جديد في المقدّمة. كما حصلت السيارة على صادم خلفي جديد بلونين، بينما تم تزويد الجهة الجانبية بإضافات اختيارية من الكروم على أطراف النوافذ الجانبية. ويتوفر الطراز الجديد مع خيار تصميم جنوط فولاذي أو ثلاثة أشكال مختلفة من الجنوط المعدنية بتصاميمَ خاليةٍ من الحَوافِّ؛ وذلك لمنح السيارة مظهراً أكثر قوّة وثباتاً مع طلاءٍ أنيق مميّز. أما فيما يتعلّق بداخلية هيونداي النترا 2014، فقد حظيت- بدورها -مزيداً من الاهتمام؛ حيث تُضفي عتباتُ الأبواب التي تحتوي على إضافات الفولاذ غير القابل للصدأ المزيدَ من الجودة الراقية. وتقدّم لوحةُ القيادة والمراقبة الجديدة للسائق نظامَ معلوماتٍ متكاملاً تماماً عبر شاشة عرض من نوع OLED قياس 3.4 إنش، وتم تعديل مكان فتحات مكيّف الهواء ووضعها في مكان وسطي مع إضفاء المزيد من الشفرات لتسهيل عملية تدفّق الهواء، كما تمت إضافةُ مفاتيحَ مزدوجةٍ للتحكّم بوظائف أنظمة الصوت وتكييف الهواء لتصبح بديهيةً أكثر في التشغيل. وتم أيضاً تزويدُ المقصورة بعلبة قفّازات مبردّة لإبقاء المشروبات باردةً خلال الرحلات.
ويتوافر 3 خيارات من المحركات رباعية الأسطوانات (4 سلندر) في هيونداي ألنترا طراز 2014 في أسواق الشرق الأوسط. الأول: بسعة 1.6 لتر يولد قوة 128 حصان والثاني: محرك سعة 2 لتر يولد قوة تصل إلى 173 حصان، بينما يتوفر محرك ثالث في بعض الأسواق – غير متوفر في سوق السعودية – سعة 1.8 لتر وبقوة 148 حصان.
وتتصل المحركات بناقل تروس (جير) أوتوماتيكي 6 سرعات كمواصفة أساسية (ستاندر) مع إمكانية التحويل إلى الوضعية اليدوية، وينقل جير هيونداي النترا 2014 القوة إلى المحور الأمامي عبر نظام الدفع الأمامي الجديد الذي يتضمن نظام تعليق أمامي مستقل.
وتستفيد النترا الجديدة أيضاً من نظام التوجيه المرن (Flex Steer) من هيونداي الذي يوفر وضعيات توجيه مختلفة وفق اختيار السائق؛ وهي العادية (Normal) والمريحة (Comfort) والرياضية (Sport) مما يسهم في تحسين تجربة القيادة بشكل عام.
- هيونداي النترا ستاندر 2014

تشتمل مميزات هيونداي النترا ستاندر 2014 على جنوط فولاذية قياس 15 إنش ومكابح قرصية على الجنوط الأربعة مع فرش قماشي لداخلية السيارة وعجلة قيادة مرنة (باور ستيرنج) ومرايا كهربائية وميزة الدخول بدون مفتاح ونوافذ كهربائية، مع مشغل سي دي وام بي 3 ومقابس يو اس بي و AUX مع مكيف هواء يدوي، ووسادة هوائية واحدة (1 ايرباج) ومكابح مانعة للانغلاق ABS
- هيونداي النترا نص فل وفل كامل 2014

تختلف مواصفات هيونداي النترا فل ونص فل 2014 بحسب الوكيل، ولكن بشكل عام تتمتع نسخة هيونداي النترا نص فل 2014 بجنوط معدنية قياس 17 إنش وميزة الدخول والتشغيل بدون مفتاح ونظام صوتي أرقى مع فرش من الجلد الاصطناعي وفتحة سقف وأضواء ضباب ومقعد كهربائي للسائق وحساسات للركن ووسادتين هوائيّتين (2 ايرباج) ترتفع إلى 6 (اريباج) في النسخة كاملة المواصفات (هيونداي النترا فل 2014).
وتشتمل التقنيات الجديدة التي تم طرحها في هيونداي النترا ولأول مرّة في الشرق الأوسط على شاشة اختيارية لنظام الملاحة تعمل باللمس قياس 7 إنشات تتوفر في أسواق محدّدة، إلى جانب مقاعد أمامية مهواة، ومن شأن نظام تكييف الهواء الأوتوماتيكي بالكامل والمتوفر اختيارياً تمكين جميع الركّاب من الاستمتاع بالراحة وفقاً لرغباتهم الشخصية.
ويأتي النظام الصوتي مع خيار شاشة مفردة قياسية نوع TFT LCD، أو شاشة TFT LCD ملوّنة تعمل باللمس قياس 4,3 إنشاً مع كاميرا للرؤية الخلفية.

## نزاعٌ على الاسم
أعلنت شركة ميتسوبيشي موتورز في أستراليا إلى أن النترا قريبة من موديل سيارة ميتسوبيشي المدعوة النتي "Elante" وقد تم ايقاف إنتاج موديل النتي-ميتسوبيشي.

## السيارات الكهربائية الهجينة
تخطط شركة هيونداي لبدء إنتاج سيارات هجينة كهربائية-وقود اعتباراً من العام 2009م، وستكون سيارة الافانتي أول موديل لهذا المشروع في الشركة.

## ترفيه
ظهرت سيارة الافانتي في الجيل الثالث للعبة Drift City تحت الاسم Advance.

## وصلات خارجية
- الموقع الرسمي لهيونداي موتور
- الموقع العالمي لهيونداي موتور